# Vía Blanca
La Vía Blanca es una carretera expresa multicarril en Cuba que une La Habana con la ciudad de Matanzas y la ciudad turística de Varadero. Tiene una longitud total de 138 km. La vía toma este nombre debido a que la mayor parte de su recorrido lo hace serpenteando la costa norte y da acceso las playas de arenas blancas al norte de la isla. Ofrece hermosas vistas panorámicas sobre las playas del este de La Habana, las alturas de Habana-Matanzas y el Valle de Yumurí

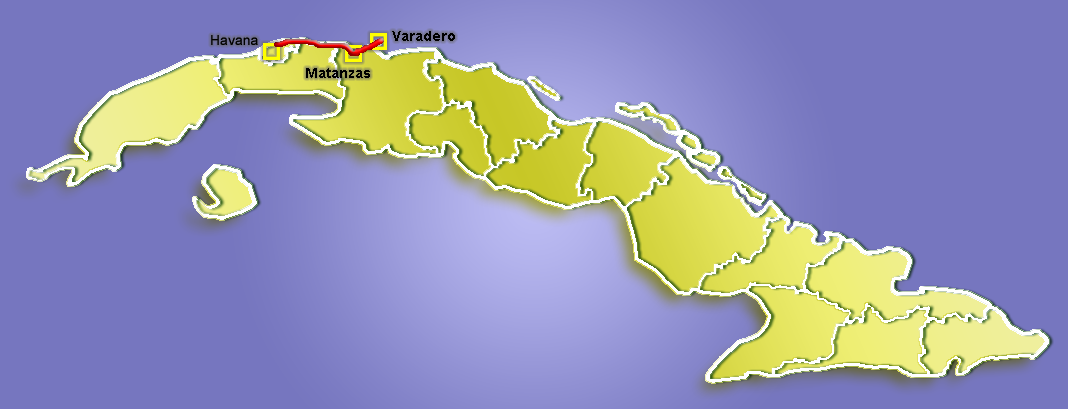
Mapa de la autopista.

Es una de las carreteras más transitadas del país debido a que conecta a su mayor ciudad con uno de los mayores destinos turísticos de Cuba y el Mar Caribe. Junto con la Autopista Nacional y la Carretera Central constituye una de las tres vías más importantes del país. Es una autovía de cuatro carriles, con algunas secciones divididas e intercambios a dos niveles con otras vías. Se le considera la primera autopista cubana, aunque en la actualidad no cumple exactamente en toda su extensión con los estándares de autopista.

## Construcción
Su construcción comenzó en 1954. Su primera etapa de 85km se terminó el 26 de septiembre de 1959, con la conclusión del  Puente de Bacunayagua, en la frontera entre las provincias de Mayabeque y Matanzas. Este es el más alto del país y en aquel entonces de Latinoamérica. Otro puente importante se construyó sobre el río Canímar a la salida de Matanzas hacia Varadero.

## Ruta

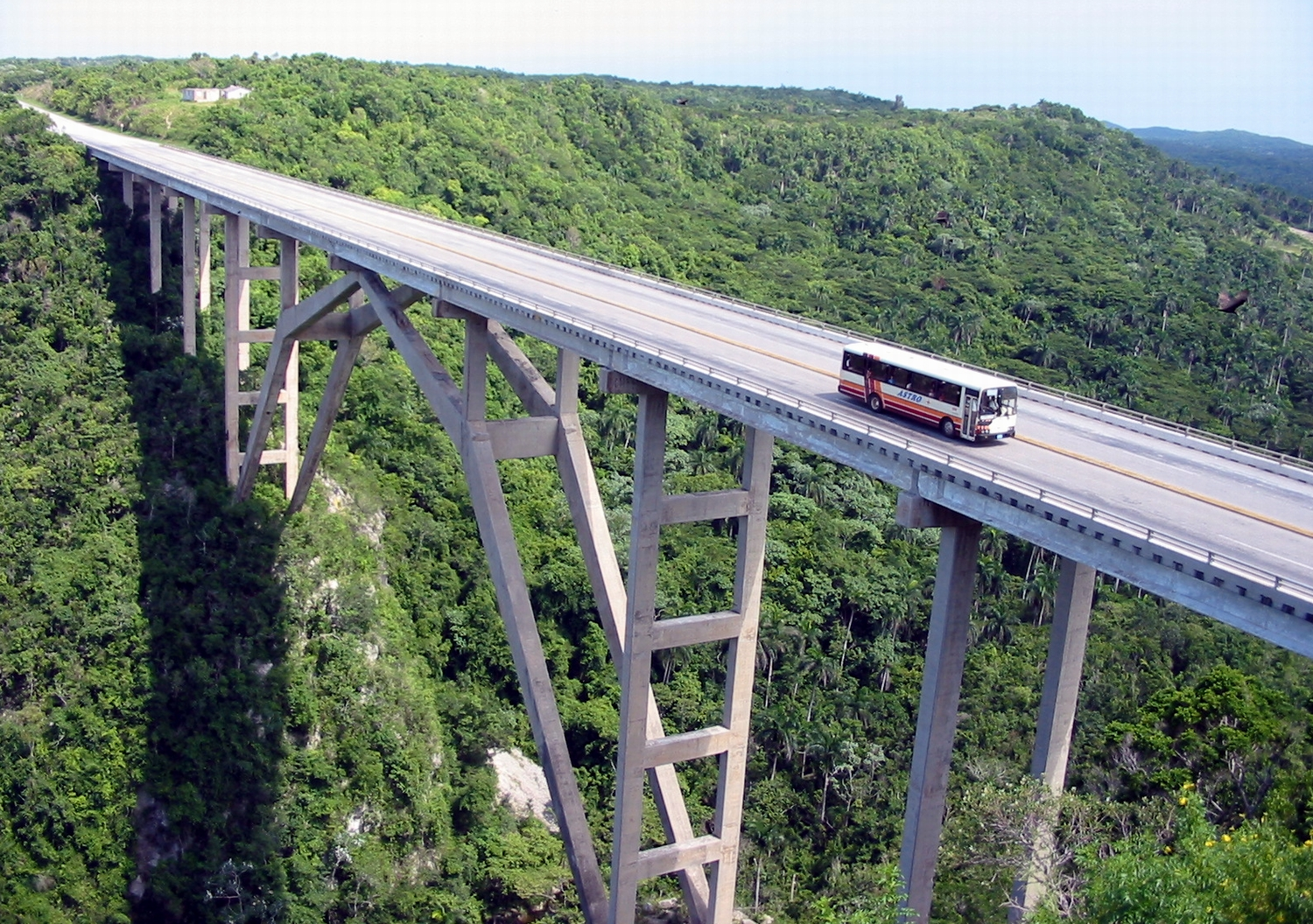
Puente de Bacunayagua.

La Vía Blanca comienza en la Ciudad Deportiva en el centro de La Habana, pasa a través de gran parte de la ciudad e instalaciones industriales alrededor del puerto y sirve de frontera entre los municipios de Regla y Guanabacoa, luego tiene un intercambio a dos niveles con la Vía Monumental en La Habana del Este. En el territorio de la ciudad pasa a por:
- Alamar
- Playa Bacuranao (intercambio)
- Playa Tarará (intercambio)
- Playa Santa María del Mar (2 intercambios)
- Entrada a Boca Ciega
- Guanabo
- Playa Brisas del Mar

Entrando en la Provincia de Mayabeque, pasa por:
- los campos petrolíferos de Boca de Jaruco
- El pueblo de Santa Cruz del Norte (intercambio)
- Playa Jibacoa (intercambio)
- Enlace al pueblo de Arcos de Canasí

Llega a la provincia de Matanzas, pasando por:
- puente de Bacunayagua
- vista panorámica sobre el valle de Yumurí al sur.
- la ciudad de Matanzas

Este recorrido es de aproximadamente de 85 km
La segunda parte del trayecto entre Matanzas y Varadero cuenta con otros 53 km. Este tramo fue reconstruido en los años 90 con una segunda calzada paralela a la original y separador central amplio y por lo tanto tiene  estatus de autopista. Pasa por:
- Viaducto de Matanzas (construido sobre el mar y la desembocadura del río san Juan)
- Universidad de Matanzas
- Puente sobre el Río Canímar
- Entrada al Aeropuerto Internacional Juan Gualberto Goméz
- Pueblo de Boca de Camarioca
- Puesto de Peaje (uno de los dos existentes en Cuba)
- Varadero